# Mario Boni
Mario Boni (Codogno, 30 giugno 1963) è un ex cestista e dirigente sportivo italiano.
Alto due metri per 95 kg, Super Mario Boni è stato una guardia/ala dotato di forte temperamento e una grande capacità di tiro dalla lunga distanza.
È il primo e unico giocatore nella storia della FIP a raggiungere quota 20 000 punti in carriera.

## Carriera

### Club
e Cresciuto cestisticamente nelle giovanili della Fulgor Codogno, nel 1982 esordì in Serie C2 con la Pallacanestro Piacenza. L'anno successivo passò alla Pallacanestro Vigevano dove giocò due stagioni (la prima in Serie A2 ma con un utilizzo piuttosto marginale, la seconda in B, dove ha vinto la classifica dei marcatori e quella dei rimbalzisti.

Boni a Montecatini nella stagione 1990-91

Nell'estate 1985 venne portato da Gino Natali alla Panapesca Montecatini, proprio la squadra contro cui Vigevano poche settimane prima aveva perso una sorta di spareggio salvezza all'ultima giornata nonostante i 26 punti di Boni. Nella sua prima stagione in Toscana vinse subito la classifica marcatori della Serie B 1985-1986 con 29,8 punti di media che spinsero la formazione termale a lottare per la promozione, in un torneo chiuso al terzo posto nel proprio girone. Il salto di categoria arrivò però l'anno seguente, quando la Panapesca festeggiò la prima storica promozione in Serie A2 grazie anche alle prestazioni di Boni e del talento locale Andrea Niccolai, un duo che viene comunemente ribattezzato "i gemelli del canestro" da tifosi e giornalisti. Alla prima stagione di sempre di Montecatini in A2, trascorsa a Lucca in attesa del nuovo palasport, Boni fu il miglior realizzatore della sua squadra con 18,8 punti in 26,0 minuti di media e il 43,5% da tre. L'anno seguente i termali centrarono una ancor più storica promozione in Serie A1 con Boni che si confermò miglior marcatore dei rossoblù con medie ancora più alte, pari a 23,7 punti in 31,8 minuti messi a referto nelle trentanove presenze accumulate tra regular season e girone play-off. La prima annata nella massima serie sia per Boni sia per Montecatini si rivelò però sfortunata, poiché, nonostante i 23,5 punti a partita del bomber lombardo, la squadra terminò la Serie A1 1989-1990 al penultimo posto. Nonostante la retrocessione in A2, egli rimase comunque in Toscana mentre Niccolai venne ceduto alla Virtus Roma per l'allora cifra record di 13 miliardi di lire.

Ancora a Montecatini, nella stagione 1995-96

Dopo aver segnato 24,2 punti di media nella Serie A2 1990-1991, egli fu protagonista della seconda promozione in A1 della storia del club termale con un apporto medio di 25,5 punti a gara nella Serie A2 1991-1992. Alla sua seconda annata nella massima serie, Boni non solo trascinò la squadra al decimo posto e quindi ai play-off, ma a livello personale si laureò anche miglior marcatore dell'intera Serie A1 1992-1993 per punti totali avendone segnati 765 punti in trenta partite di regular season (25,5 di media), primo italiano a guidare questa graduatoria dai tempi di Dado Lombardi, l'ultimo a riuscirci ventisei anni prima. Un anno più tardi, Boni a fine torneo fece registrare la miglior media punti della Serie A1 1993-1994 con 30,5 punti, avendo però collezionato solo diciassette presenze: nel gennaio 1994, infatti, risultò positivo a un controllo antidoping per una puntura di ricostituente a base di nandrolone effettuata in piena estate dal medico curante per motivi terapeutici. Venne comunque squalificato dalla FIP per due anni. Sulla vicenda scrisse un libro dal titolo "Tornerò più forte di prima":
Per non rimanere inattivo, durante il periodo di squalifica emigrò negli Stati Uniti dove giocò con i Memphis Fire nella lega estiva USBL, poi disputò una summer league a San Diego e infine scese in campo con gli Yakima Sun Kings della lega CBA.
La Federazione intanto ridusse la sua penalizzazione di otto mesi, così in vista della stagione 1995-1996 ritornare a Montecatini, squadra che nel frattempo era scesa in Serie A2 durante la sua assenza. Il giocatore lombardo chiuse quel campionato con una media di 25,2 punti a partita.
Con l'apertura delle frontiere comunitarie stabilita dalla sentenza Bosman, Boni decise di cambiare campionato e di approdare in Grecia all'Aris Salonicco. Al primo anno in giallonero vinse la Coppa Korać 1996-1997, battendo, tra le altre, la Benetton Treviso in semifinale e i turchi del Tofaş Bursa in finale in un doppio confronto che lo vide segnare 16 punti nella gara d'andata e 20 in quella di ritorno. Il suo temperamento focoso e i suoi canestri lo resero un beniamino del pubblico, tuttavia i gravi problemi economici del club ellenico lo portarono a lasciare il paese nel febbraio 1998. dopo aver vinto da protagonista la Coppa di Grecia battendo in semifinale il Panatinaikos di Dino Radja e Byron Scott e in finale l'AEK di coach Ioannidis che aveva come play maker Claudio Coldebella
A riportarlo in Italia fu la Virtus Roma del general manager Gino Natali, lo stesso dirigente che oltre dodici anni prima lo aveva ingaggiato a Montecatini ai tempi della Serie B. Il 3 aprile 1998, durante i play-off, venne sospeso per un nuovo caso di positività a un anabolizzante, il clostebol: inizialmente venne squalificato per due anni poiché la versione del medico (medico della nazionale di basket italiana che si assume le proprie responsabilità per aver prescritto uno spray per curargli un'infezione all'alluce) venne ritenuta inattendibile, tuttavia a fine mese la corte federale annullò la squalifica per evidente estraneità dell'atleta, riabilitandolo. Nella capitale, sotto la guida tecnica di coach Attilio Caja, giocò un basket di tipo diverso, più improntato alla difesa e alla corsa, tanto che le sue medie a fine campionato scesero a 11,0 nel 1997-1998 (prima della sospensione) e a 10,7 nel 1998-1999, numeri molto più bassi rispetto a quelli da lui solitamente messi a segno in carriera.

Boni al Roseto Basket nel 2000

Nel giugno 1999 scelse di tornare all'estero legandosi per due anni con gli spagnoli del Cantabria. Venne tuttavia poco utilizzato dall'allenatore Quino Salvo, che lo schierò in soli 17,6 minuti a partita facendolo partire spesso dalla panchina. In un'intervista, lo stesso giocatore dichiarò in seguito che i dirigenti iberici lo avevano ingaggiato pensando erroneamente che egli fosse uno specialista difensivo. Durante il successivo febbraio, vista anche la permanenza del tecnico sulla panchina del club, decise di cambiare squadra e di fare ritorno in Italia con la proposta da parte del Roseto Basket, che in quel momento era capolista in Serie A2 e che aveva appena perso per infortunio il suo leader offensivo Paolo Moretti. Con 20,6 punti di media in dieci partite, Boni contribuì a far mantenere il primo posto in classifica agli abruzzesi, che salirono in Serie A1 per la prima volta nella loro storia. Nonostante l'età di 37 anni, Boni fu il miglior marcatore della squadra con 23,7 punti in regular season, numeri fondamentali per spingere la neopromossa formazione rosetana fino all'ottavo posto nella Serie A1 2000-2001 e quindi anche fino ai play-off, dove arrivò un'eliminazione per mano della Virtus Bologna destinata a vincere il Grande Slam. In estate firmò un rinnovo di un anno, durante il quale si mantenne sopra i 20 punti di media (21,1 in regular season) aiutando nuovamente la squadra a raggiungere i play-off. A fine anno la società allenata da coach Phil Melillo intraprese un cambio di proprietà e anche un nuovo ciclo, visto che praticamente tutta la rosa venne rivoluzionata.
Nell'estate 2002 Boni rimase in Abruzzo cambiando però squadra, con l'approdo al Teramo Basket neopromosso nel campionato di Legadue. Nelle trenta presenze in regular season da lui collezionate arrivò addirittura a realizzare 28,3 punti di media, cifre che lo resero il capocannoniere della Legadue 2002-2003 a poche settimane dal compimento dei 40 anni. In occasione della gara interna contro Rimini segnò 49 punti, frutto di 12/16 da due, 3/6 da tre e 16/17 ai tiri liberi. Teramo concluse al primo posto in classifica un campionato che all'epoca non prevedeva promozioni dirette, tuttavia ai play-off i biancorossi centrarono ugualmente l'unica promozione in palio (anche grazie ai 25,6 punti di media di Boni in quattordici partite) e salirono così in Serie A per la prima volta nella storia. Boni tornò dunque a calcare i parquet della massima serie imponendosi, a oltre 40 anni, con i suoi 23,8 punti di media, come il miglior realizzatore italiano della Serie A 2003-2004 oltre che ampiamente il miglior realizzatore stagionale anche dell'intera squadra teramana, la quale a fine anno ottiene la salvezza.

Boni a Teramo nel 2003

Non confermato per il nuovo corso del Teramo Basket, che successivamente ritirò la sua maglia numero 20 (come fece poi Montecatini con la sua numero 10), Boni iniziò la stagione 2004-2005 con un'altra società della massima serie, l'Aurora Basket Jesi che si apprestava a disputare anch'essa il suo primo campionato di Serie A di sempre. Il 17 ottobre segnò 33 punti nella vittoria su Avellino, mentre il 28 novembre, durante la sconfitta casalinga contro Pesaro, riuscì a siglare nuovamente più di 30 punti in Serie A (nello specifico 32), all'età di 41 anni, 4 mesi e 29 giorni. Rimasto fuori causa per quasi due mesi tra gennaio e febbraio per via di un paio di distrazioni al bicipite femorale destro, al suo ritorno in campo trovò un nuovo allenatore quale Slobodan Subotić al posto di Luigi Gresta. A marzo il bomber di Codogno venne messo fuori squadra, anche a causa di un'intervista apparsa su un sito rosetano in cui il giocatore avrebbe parlato apertamente dell'insoddisfazione per il suo minutaggio ridotto e anche di alcune dinamiche di spogliatoio, dichiarazioni che finirono per suscitare l'irritazione del tecnico sloveno. La parentesi di Boni in gialloverde terminò dunque in anticipo con una media di 15,8 punti in venti presenze. La formazione marchigiana non riuscì comunque a centrare l'obiettivo della salvezza.
Nella stessa settimana in cui venne messo fuori rosa a Jesi, si concretizzò il suo passaggio fino al termine della stagione alla Virtus Bologna, squadra che all'epoca militava in Legadue dopo la ripartenza dovuta al fallimento della precedente società. Realizzò 13,7 punti di media nelle rimanenti sei gare di regular season e 10,6 punti di media nelle undici gare di play-off che sancirono il salto di categoria delle vu nere. Per Boni si trattò della quinta promozione in Serie A in carriera, dopo le due conquistate con Montecatini e quelle con Roseto e Teramo.
A seguito della decisione del nuovo tecnico della Virtus Zare Markovski di non ritenerlo adatto per il suo progetto di squadra, nell'estate 2005 fece la scelta di ricongiungersi all'altro "gemello del canestro" Andrea Niccolai tornando entrambi a Montecatini, a vent'anni di distanza dalla loro prima parentesi insieme, nella stessa piazza che li portò e che venne a sua volta portata alla ribalta nazionale. Boni, quarantaduenne, nonostante l'età confezionò una regular season da 23,8 punti di media. Il 12 marzo 2006, a 42 anni, 8 mesi e 12 giorni, arrivò a toccare i 45 punti nella vittoria casalinga su Fabriano, partita nella quale tirò con il 5/10 da due, il 5/7 da tre e il 20/22 ai tiri liberi. L'ottavo posto nella Legadue 2005-2006 consentì al club termale di raggiungere i play-off, dove arrivò un'eliminazione contro la Juvecaserta.
Nel 2006-2007, a 43 anni, scese di una categoria legandosi all'Assigeco Casalpusterlengo, formazione vicina alla sua Codogno con l'obiettivo di raggiungere la promozione in Legadue, la quale però non venne subito raggiunta: nel 2006-2007 fu infatti Pistoia a fermare i lodigiani alla bella della serie di semifinale play-off. Nel 2007-2008 l'Assigeco di Super Mario si bloccò ancora in semifinale, stavolta contro Treviglio. Per la stagione 2008-2009 tornò a Piacenza, società di Serie C Dilettanti (l'ex C1) dove ritrovò un altro volto noto della pallacanestro italiana quale Hugo Sconochini. Qui riuscì a conquistare la vittoria nella Coppa Italia di categoria e personalmente si aggiudicò il titolo di capocannoniere (per lui addirittura 39 punti in finale) e di miglior giocatore della manifestazione. A fine regular season vinse anche la classifica marcatori di C Dilettanti, chiudendo il torneo con 25,5 punti a partita e un totale di 715 in 28 gare disputate. Arrivò anche la promozione in Serie B Dilettanti, ex B2.
La stagione 2009-2010 lo vide ancora una volta protagonista in campo, sempre con Piacenza, mentre allo stesso tempo commentò alcune gare delle squadre italiane impegnate in Eurolega sui canali satellitari di SKY Sport. A fine stagione Piacenza ottenne un'altra promozione, stavolta in Serie A Dilettanti, grazie anche a un Boni che chiuse nuovamente come miglior marcatore del campionato con 25,5 punti di media. Nel corso della sua carriera si guadagnò il titolo di capocannoniere in ciascuna delle cinque maggiori categorie italiane, dalla A1 alla C Dilettanti. Nell'agosto 2010 Super Mario, pur mantenendo il ruolo di dirigente sempre a Piacenza (che ritirerà la maglia nº 15), decise di scendere di nuovo di categoria fino al campionato di C regionale (sesta serie) ad Arese, ma dopo questa brevissima parentesi andò a Monza in B Dilettanti dove all'età di 47 anni concluse la regular season 2010-2011 da miglior realizzatore del suo girone. Nell'estate 2011 firmò per il Basket Roveleto in DNC, nuova denominazione della quinta serie nazionale.
Terminò inizialmente la sua carriera nel 2012, dando l'annuncio a Sky Sport 24, lasciando l'attività agonistica e iniziando la carriera da giornalista. Nella stagione 2012-2013 fu dirigente della Pallacanestro Piacentina. L'11 settembre 2013, a 50 anni compiuti, ritornò alla pallacanestro giocata entrando nel roster della Pallacanestro Monsummano, club con sede a pochi chilometri da Montecatini con cui disputò la stagione del campionato di Divisione Nazionale C ottenendo per l'ennesima volta una promozione. Nel 2016 vinse il campionato provinciale e il titolo regionale con gli Augies Montecatini nella categoria UISP.
Nell'aprile 2017 tornò in campo in un torneo FIP con la Gilbertina Soresina in Serie D, realizzando 91 punti in 7 partite e ottenendo ancora una volta una promozione.
Nella stagione 2017-2018 entrò a far parte del roster della Ludec 91 Porcari, formazione militante nel campionato di Promozione toscana, e chiuse il campionato con 24,7 punti di media in 21 gare nonostante i quasi 55 anni compiuti. Rimase in squadra per tre anni, fino alla stagione 2019-2020.
Nel frattempo, il 6 dicembre 2018 diventò il primo e unico giocatore nella storia della FIP a raggiungere quota 20 000 punti in carriera, ed è attualmente al primo posto nella classifica dei cestisti per numero di punti realizzati nei campionati italiani.

### Nazionale
Nonostante la sua capacità di segnare punti, le porte della nazionale furono quasi sempre chiuse per lui, soprattutto a causa del suo carattere veemente.
Nel corso della sua lunga carriera ricevette infatti un'unica convocazione in Nazionale, in occasione di un'amichevole contro la Cecoslovacchia giocata l'11 febbraio 1992 a Siena, dove il pubblico lo accolse con sonori fischi a causa della rivalità con la squadra di Montecatini nella quale Boni militava in quel periodo e di cui era simbolo. In quella gara segnò 9 punti.
L'ex CT Ettore Messina ammise in un'intervista che uno dei più grandi rimpianti della propria carriera fu quello di non aver dato spazio a Boni in nazionale. Lo stesso Messina aveva inizialmente incluso Boni tra i convocati azzurri per gli Europei 1993, salvo poi escluderlo.
| Cronologia completa delle presenze e dei punti in Nazionale - Italia | Cronologia completa delle presenze e dei punti in Nazionale - Italia | Cronologia completa delle presenze e dei punti in Nazionale - Italia | Cronologia completa delle presenze e dei punti in Nazionale - Italia | Cronologia completa delle presenze e dei punti in Nazionale - Italia | Cronologia completa delle presenze e dei punti in Nazionale - Italia | Cronologia completa delle presenze e dei punti in Nazionale - Italia | Cronologia completa delle presenze e dei punti in Nazionale - Italia |
| Data                                                                 | Città                                                                | In casa                                                              | Risultato                                                            | Ospiti                                                               | Competizione                                                         | Punti                                                                | Note                                                                 |
| -------------------------------------------------------------------- | -------------------------------------------------------------------- | -------------------------------------------------------------------- | -------------------------------------------------------------------- | -------------------------------------------------------------------- | -------------------------------------------------------------------- | -------------------------------------------------------------------- | -------------------------------------------------------------------- |
| 11 febbraio 1992                                                     | Siena                                                                | Italia                                                               | 75 - 57                                                              | Cecoslovacchia                                                       | Amichevole                                                           | 9                                                                    |                                                                      |
| Totale                                                               |                                                                      | Presenze                                                             | 1                                                                    |                                                                      | Punti                                                                | 9                                                                    |                                                                      |

## Dopo il ritiro
Lavorò per sette anni a Sky, prima come commentatore delle partite di Eurolega e del campionato italiano in seguito come opinionista a Sky Sport 24, dove teneva una rubrica tutta sua (intitolata Boni e cattivi). Per un breve periodo ricoprì anche il ruolo di opininista a Gazzetta TV.
È vice presidente della GIBA (Giocatori Italiani Basket Associati), carica elettiva che ottenne nelle elezioni del 2012, ribadita nel 2016 e nel 2020
Fu promotore e responsabile marketing dei Mondiali 2017 di maxibasket FIMBA che si tennero a Montecatini Terme, città dove vive. L'evento portò in città circa 300 squadre provenienti da 60 diverse nazioni.
Attualmente è anche Ambassador del progetto MTVB Herons Basket.

## Palmarès
- Coppa Korać: 1

Aris Salonicco: 1996-1997
- Coppa di Grecia: 1

Aris Salonicco: 1997-1998
- Promozioni dalla Serie A2/Legadue: 5

Montecatini: 1988-1989, 1991-1992
Roseto: 1999-2000
Teramo: 2002-2003
Virtus Bologna: 2004-2005
- Serie B d'Eccellenza: 1

Montecatini: 1986-1987
- Serie B Dilettanti: 1

Piacenza 2009-2010
- Serie C: 2

Piacenza: 2008-2009
Monsummano: 2013-2014
- Divisione Nazionale D: 1

Gilbertina Soresina 2016-2017